# Nicoleta Lia
Nicoleta Lia (n. 12 decembrie 1963, Onești, Bacău, România) este o fostă atletă română, specializată în probele de sprint.

## Carieră
Sportiva s-a născut în Onești dar trăiește în Craiova de când avea șase luni. S-a apucat de atletism la vârsta de 11 ani.
Ea a participat la Campionatul European de Juniori de la Bydgoszcz din 1979. Cu echipa de ștafetă 4x400 m a României a ocupat locul șase, împreună cu Mitica Junghiatu, Cristina Cojocaru și Ana Marcu. La vârsta de 16 ani a concurat la Jocurile Olimpice din 1980 de la Moscova la proba de 200 de metri dar nu a reușit să se califice în finală. A fost și rezervă la ștafetă 4x400 de metri.
Din cauza unei accidentări a renunțat la 17 ani la atletism. A studiat la Facultatea de Medicină din Cluj-Napoca și a devenit medic.